# Šlechtická charta (Rusko)
Charta práv, svobod a privilegií urozené ruské šlechty, zvaná též Šlechtická charta,  nebo Charta šlechty (rusky Жалованная грамота дворянству, plným zněním Грамота на права, вольности и преимущества благородного российского дворянства) je výnos vydaný v roce 1785 ruskou carevnou Kateřinou II. Velikou.
Uznává vojenské jednotky aristokracie v jednotlivých provinciích za legální právnické osoby a upravuje práva a privilegia propůjčená jejím členům. Listina byla členěna na předmluvu a čtyři oddíly:
1. Osobní svobody a privilegia nobility.
2. Vlastní organizace uvnitř šlechty. Urozené shromáždění
3. Genealogické knihy, rodokmeny.
4. Dokumenty ustavující šlechtický stav.

Značná práva udělená šlechtě výnosem zahrnují osvobození od placení daní, kontrolu na příjmy poddanstva, osvobození od všeobecného trestního práva, právo shromažďování a další.